# Apoštolský vikariát v Alexandrii Egyptské
Apoštolský vikariát v Alexandrii Egyptské je vikariát římskokatolické církve, nacházející se v Egyptě.

## Historie
VIkariát byl založen jako Apoštolský vikariát Egypta a Arábie již v roce 1839.  Původně měl jurisdikci nejenom nad věřícími latinského obřadu,a letaké nad kopty, kteří se stali katolíky. V roce 1895 vznikla sjednocená Koptská katolická církev a pravomoc na katollickými kopty přešla na koptského katolického patriarchu. SOučasný název vikariátu je z roku 1951. V roce 1987 dostal svou dnešní rozlohu, protože k němu byly připojeny dosavadní Apoštolský vikariát v Heliopoli Egyptské a Apoštolský vikariát Port Said. 

## Seznam apoštolských vikářů
- Perpetuo Guasco, O.F.M. (1839 – 1859)
- Pasquale Vujcic, O.F.M. (1860 – 1866)
- Luigi Ciurcia, O.F.M. (1866 – 1881)
- Anacleto Chicaro, O.F.M. (1881 – 1888)
- Guido Corbelli, O.F.M. (1888 – 1896)
- Gaudenzio Bonfigli, O.F.M. (1896 – 1904)
- Aurelio Briante, O.F.M. (1904 – 1921)
- Igino Michelangelo Nuti, O.F.M. (1921 – 1949)
- Jean de Capistran Aimé Cayer, O.F.M. (1949 – 1978)
- Egidio Sampieri, O.F.M. (1978 – 2000)
- Giuseppe Bausardo, S.D.B. (2001 – 2008)
  - Gennaro De Martino (2008 – 2009, apoštolský administrátor)
- Adel Zaky, O.F.M. (2009 – 2019)
  - Elia Eskandr Abd Elmalak, O.F.M., (2019 – 2020, apoštolský administrátor)
- Claudio Lurati, M.C.C.I., od 6. srpna 2020 [3]